# Introcornia conjugans
Introcornia conjugans is een kreeftachtigensoort uit de familie van de Petrarcidae. De wetenschappelijke naam van de soort is voor het eerst geldig gepubliceerd in 1983 door Grygier.